# Maraenobiotus aischghoi
Maraenobiotus aischghoi is een eenoogkreeftjessoort uit de familie van de Canthocamptidae. De wetenschappelijke naam van de soort is voor het eerst geldig gepubliceerd in 1931 door Schiklejew.